# José Santamaría

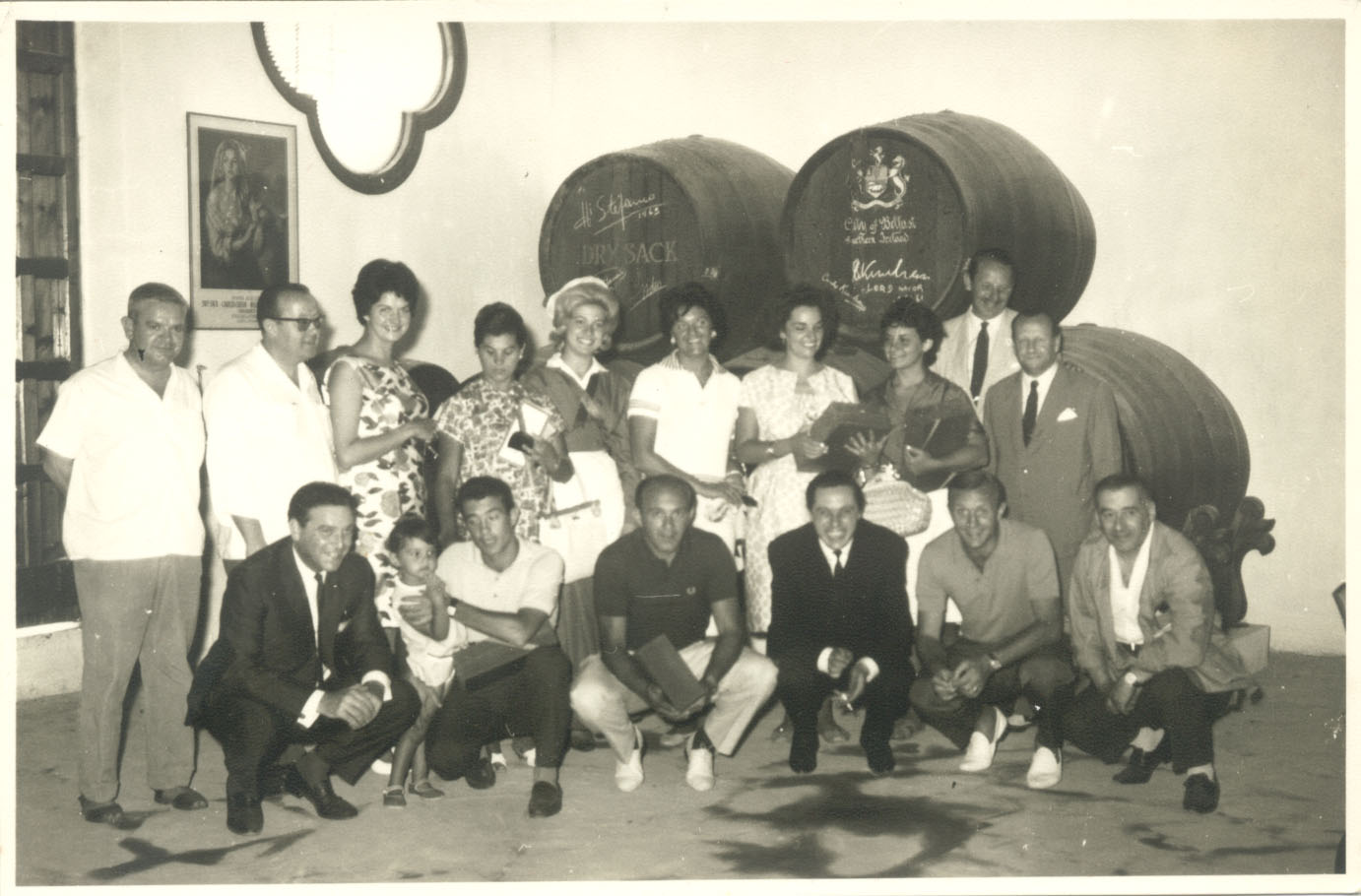
José Santamaría (vordere Reihe, Zweiter von rechts)

José Emilio Santamaría (* 31. Juli 1929 in Montevideo) ist ein ehemaliger uruguayisch-spanischer Fußballspieler und -trainer.

## Laufbahn

### Spieler in Uruguay, bis 1957
Als Sohn spanischer Eltern – der Vater war Krankenpfleger und später Bankangestellter – wurde Jose Emilio Santamaria in Uruguays Hauptstadt Montevideo 1929 geboren. Mitte der 1940er Jahre schloss er sich – als Stürmer – Nacional Montevideo an. Der athletische und kopfballstarke Akteur entwickelte sich in den 1950er Jahren zu einem der besten Mittelläufer der Welt. Mit Nacional gewann er in der Primera División in den Jahren 1950, 1952, 1955, 1956 und 1957 fünf Mal die Meisterschaft und nahm mit der Nationalmannschaft als Titelverteidiger an der Fußball-Weltmeisterschaft 1954 in der Schweiz teil. Sein Debüt in der Nationalmannschaft gab er am 6. April 1952 beim 6:1-Erfolg gegen Panama bei den Panamerikanischen Meisterschaften in Santiago de Chile. In den Turniertagen in der Schweiz kam er mit der Celeste nach Erfolgen in der Gruppe 3 über die Tschechoslowakei (2:0) und Schottland (7:0) und dem Viertelfinalsieg mit 4:2 Toren gegen England bis in das Halbfinale gegen den Turnierfavoriten Ungarn. Nach großem Kampf verloren die „Himmelblauen“ am 30. Juni in Lausanne mit 2:4 Toren in der Verlängerung nach zwei Toren von Sándor Kocsis und unterlagen dann auch noch am 3. Juli in Zürich im Spiel um Platz 3 mit 1:3 Toren gegen Österreich. Der Verteidiger von Nacional hatte in allen fünf WM-Spielen sein Können gezeigt und damit wie Angreifer Juan Schiaffino die „Aufkäufer“ aus den Profiligen von Italien und Spanien auf sich aufmerksam gemacht. Am 1. April 1957 absolvierte er dann mit der Partie gegen die chilenische Auswahl bei den Südamerikameisterschaften 1957 sein letztes von 20 Länderspielen, in denen er einen persönlichen Torerfolg nicht vorweisen konnte.

### Spieler in Spanien, 1957 bis 1966
1957 wechselte Santamaría nach Europa und ging zu Real Madrid. Gemeinsam mit Alfredo Di Stéfano und Ferenc Puskás gehörte er zur Wunderelf Real Madrids der 1950er und 1960er Jahre und gewann mit den Madrilenen von 1958 bis 1960 dreimal in Folge den Europapokal der Landesmeister. In der Primera División gewann er zusätzlich mit Real in den Jahren 1958, 1961 bis 1964 die Meisterschaft und 1962 auch den Pokal. International kam 1960 der Erfolg im Weltpokal hinzu. In den Jahren 1962 – 3:5-Niederlage gegen Benfica Lissabon – und 1964 – 1:3-Niederlage gegen Inter Mailand – stand er mit Real noch in zwei Finalspielen im Europacup. Als Real am 11. Mai 1966 im Brüssler Heysel-Stadion im Finale gegen Partizan Belgrad mit 2:1 Toren erneut den Europapokal der Landesmeister erringen konnte, stand der Routinier nicht mehr auf dem Platz. In den ersten zwei Runden des Wettbewerbs – gegen Feyenoord Rotterdam und FC Kilmarnock – war er von Trainer Miguel Muñoz aber noch zu zwei Einsätzen gebracht worden. Die Königlichen hatten sich mit Santamaria, genannt die Wand, einen Abwehrspieler der Weltklasse nach Madrid geholt und dessen Name untrennbar mit Reals Dominanz in Spanien und Europa verbunden war.
Ein Jahr nach seiner Ankunft in Madrid nahm der Sohn spanischer Auswanderer die spanische Staatsangehörigkeit an und debütierte am 15. Oktober 1958 in Madrid beim Länderspiel gegen Nordirland in der spanischen Fußballnationalmannschaft. In den beiden Qualifikationsspielen im April und Mai 1961 gegen Wales – 2:1-Sieg am 19. April in Cardiff/1:1-Unentschieden am 18. Mai in Madrid – zur Fußball-Weltmeisterschaft 1962 in Chile dirigierte der Abwehrchef von Real die Defensive vor Torhüter Antoni Ramallets vom FC Barcelona. Bei dem Turnier in Chile bestritt er nur die zwei ersten Gruppenspiele gegen die Tschechoslowakei (0:1) und gegen Mexiko (1:0). Der 1:0-Sieg über Mexiko am 3. Juni in Viña del Mar war Santamarias 16. und letztes Länderspiel für sein neues Heimatland. Für Real Madrid war er noch bis 1966 aktiv, ehe er die Stelle des Assistenztrainers bei seinem langjährigen Klub übernahm.
Mit einem internationalen Freundschaftsspiel am 15. September 1966 – Benefizspiel – in Madrid vor 60.000 Zuschauern gegen den Hamburger SV mit Uwe Seeler, Willi Schulz und Gert Dörfel beendete der Mann aus Montevideo seine Laufbahn.

### Trainer
Nach seinen Traineranfängen bei Real ging Santamaría 1968 zum Verband und betreute bis 1971 die spanische Junioren- und Olympiaauswahl. Danach war er von 1971 bis 1977 Cheftrainer bei Espanol Barcelona. Es schloss sich eine zweite Phase beim Verband an, von 1977 bis 1980 war er als Assistent von Nationaltrainer Ladislao Kubala tätig. Bei der Fußball-Weltmeisterschaft 1982 im eigenen Land betreute er die spanische Nationalmannschaft als Chef-Trainer. Seine Mannschaft scheiterte bei diesem Turnier in der zweiten Finalrunde an Deutschland.
Der Misserfolg bedeutete nach nur 24 Spielen das Ende für Santamaria als Nationaltrainer. Der siebenfache Familienvater übernahm daraufhin die Geschäftsleitung einer spanischen Bäckereikette und blieb dem Fußball als Zeitschriftenkolumnist erhalten.